# Малярщина
Малярщина (до 2016 року — Червона Українка) — село в Україні, у Криничанській селищній громаді Кам'янського району Дніпропетровської області. Населення складає 167 осіб.

## Географія
Село Малярщина розташоване за 60 км від Дніпро та 34 км від районного центру. За 1,5 км розташоване сусіднє село Улянівка. У селі бере початок Балка Кам'янувата із загатою. Найближча залізнична станція Божедарівка (за 22 км).

## Історія
19 травня 2016 року село Червона Українка Постановою Верховної Ради України перейменовано в село Малярщина.
2 серпня 2016 року, в ході децентралізації, Криничанська селищна рада об'єднана з Криничанською селищною громадою. 12 червня 2020 року, відповідно до розпорядження Кабінету Міністрів України № 709-р «Про визначення адміністративних центрів та затвердження територій територіальних громад Дніпропетровської області», затверджено склад громади.
17 липня 2020 року, в результаті адміністративно-територіальної реформи та ліквідації Криничанського району, село увійшло до складу Кам'янського району.

## Населення

### Мова
Розподіл населення за рідною мовою за даними перепису 2001 року:
| Мова            | Відсоток |
| --------------- | -------- |
| українська      | 91,02 %  |
| російська       | 6,59 %   |
| вірменська      | 1,8 %    |
| інші/не вказали | 0,59 %   |